# Sergio Orlandini

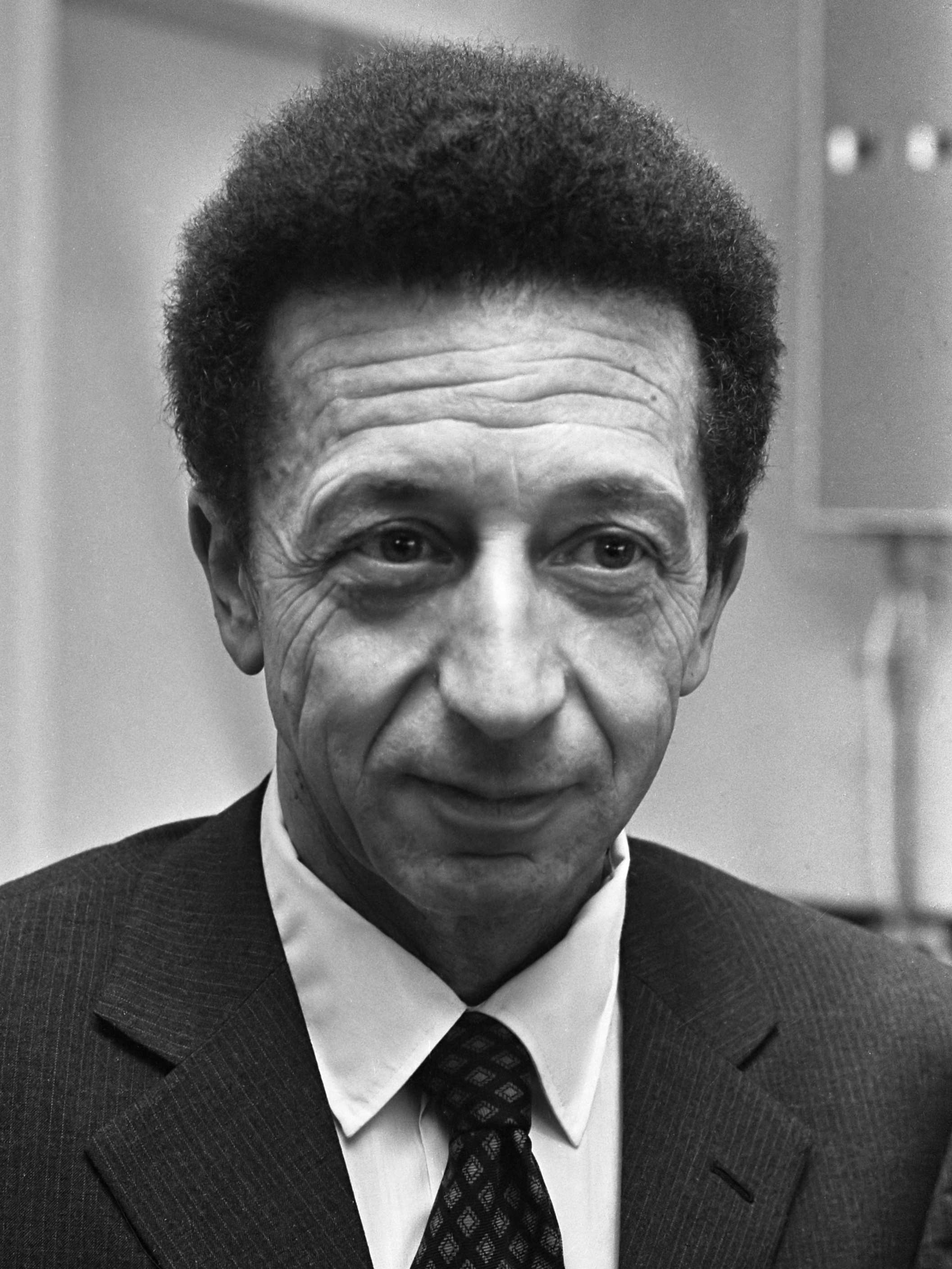
Drs. Sergio Orlandini (1973)

Sergio Orlandini (Milaan, 5 mei 1921 – Laren, 28 oktober 2015) was een Nederlands topfunctionaris. Hij was president-directeur van Koninklijke Luchtvaart Maatschappij (KLM) van 1973 - 1987.

## Biografie
Orlandini werd geboren in Italië, maar woonde al sinds 1926 in Nederland en verkreeg rond 1957 de Nederlandse nationaliteit. Na bedrijfseconomie te hebben gestudeerd aan de Economische Hogeschool in Rotterdam ging Orlandini in mei 1951 bij de KLM werken bij het centraal planbureau. In 1962 werd hij hoofd daarvan en in 1966 volgde zijn promotie tot hoofd van het bureau centrale planning en onderzoek. Ondanks toezeggingen aan Joop Ritmeester van de Kamp dat hij Gerrit van der Wal zou mogen opvolgen als president-directeur zorgde Van der Wal ervoor dat Orlandini eind 1973 de nieuwe president-directeur van KLM werd.
Nog in datzelfde jaar kreeg hij te maken met de kaping van een KLM-vliegtuig dat van Amsterdam via het Midden-Oosten naar Tokio onderweg was.
In 1987 werd hij opgevolgd door Jan de Soet, waarna hij lid werd van de raad van commissarissen van KLM. In die tijd had hij nog veel meer commissariaten, zoals bij de Algemene Bank Nederland (ABN), Koninklijke Bijenkorf Beheer (KBB) en Heineken en de European Advisory Comite van de New York Stock Exchange. 
Hoewel Sergio Orlandini vanwege het bereiken van de 72-jarige leeftijd zijn commissariaat bij de KLM in 1993 moest opgeven, bleef hij een KLM-man in hart en nieren. Dat liet hij in 2003 blijken toen hij openlijk zijn weerzin tegen de fusie/overname Air France-KLM kenbaar maakte.
Orlandini overleed in 2015 op 94-jarige leeftijd.